# Kroningen af den britiske monark
Kroningen af den britiske monark er en ceremoni med deltagelse af den britiske monark, som bliver formelt kronet og tildelt kronregalierne. Det svarer til de kroningsceremonier, der tidligere fandt sted i andre europæiske monarkier; disse blev afskaffet til fordel for forskellige indvielsesceremonier.
En kroning er en symbolsk formalitet og betyder ikke den officielle begyndelse af monarkens regeringstid; de jure og de facto er deres regeringstid begyndt fra tidspunktet for den foregående monarks død, og opretholder monarkiets juridiske kontinuitet.
De væsentlige elementer i kroningen har stort set været uændrede i de sidste tusind år. Monarken præsenteres først for og hyldes af folket. Herskeren sværger derefter en ed om at opretholde loven og kirken. Herefter bliver monarken salvet med hellig olie, besat med regalier og kronet, før han modtager hyldest af deres undersåtter. Konsorter af konger bliver derefter salvet og kronet som dronninger. Gudstjenesten afsluttes med en afsluttende procession, og siden det 20. århundrede har det været tradition for, at den kongelige familie senere optræder på balkonen i Buckingham Palace, før de deltager i en banket der.

## Deltagere

### Gejstlighed
Ærkebiskoppen af Canterbury, som har forrang over alle andre gejstlige og alle lægmænd undtagen medlemmer af den kongelige familie, forestår traditionelt kroningen; i hans fravær kan en anden biskop udpeget af monarken tage ærkebiskoppens sted. Der har dog været flere undtagelser. William I blev kronet af ærkebiskoppen af York, da ærkebiskoppen af Canterbury var blevet udnævnt af modpaven Benedikt X, og denne udnævnelse blev ikke anerkendt som gyldig af paven.
Edward II blev kronet af biskoppen af Winchester, fordi ærkebiskoppen af Canterbury var blevet forvist af Edward I. Mary I, en katolik, nægtede at blive kronet af den protestantiske ærkebiskop Thomas Cranmer; kroningen blev i stedet udført af biskoppen af Winchester. Elizabeth I blev kronet af biskoppen af Carlisle (hvis stol ikke er tillagt nogen særlig forrang), fordi de ældre prælater var "enten døde, for gamle og svagelige, uacceptable for dronningen eller uvillige til at tjene".
Endelig, da Jakob II blev afsat og erstattet med William III og Mary II i fællesskab, nægtede ærkebiskoppen af Canterbury at anerkende de nye suveræner; han måtte erstattes af biskoppen af London, Henry Compton. Derfor, i næsten alle tilfælde, hvor ærkebiskoppen af Canterbury har undladt at deltage, er hans plads blevet overtaget af en højtstående gejstlig: Ærkebiskoppen af York er nummer to, biskoppen af London tredje, biskoppen af Durham fjerde, og biskoppen af Winchester femte.